# Зеніт-3SLБ
«Зеніт-3SLБ» — модифікація ракети космічного призначення «Зеніт-3SL», до складу якої входить модифікована ракета-носій «Зеніт-2SБ» і розгінний блок ДМ-SLБ.
«Зеніт-3SLБ» належить до середнього класу і виконана за моноблочною схемою з послідовним розташуванням ступенів. Триступенева ракета «Зеніт-3SLБ» складається з ракети-носія «Зеніт-2SБ» і космічної головної частини, що включає:
- розгінний блок ДМ-SLБ розробки РКК «Енергія»;
- головний обтікач довжиною 10400 мм і діаметром 4100 мм розробки НВО ім. С. А. Лавочкіна;

Ракета-носій «Зеніт-2SБ» створюється на основі ракети-носія «Зеніт-2S», розробленої в рамках програми «Морський старт (програма)», і уніфікована з РН «Зеніт-2S», що дозволить використовувати її як в складі РКН "Зеніт-3SLБ " і РКН «Зеніт-2SБ», так і в складі РКН «Зеніт-3SL» з мінімальними змінами конструкції та комплектації, виконуваними, при необхідності, в заводських умовах.
Ракета космічного призначення «Зеніт-3SLБ» входить в сімейство РН «Зеніт», що працюють на нетоксичних компонентах палива (рідкий кисень і гас РГ-1). Вона розроблена в рамках програми «Наземний старт» для запусків космічних апаратів з космодрому Байконур на середні і високі кругові й еліптичні навколоземні орбіти (у тому числі перехідну до геостаціонарної і геостаціонарну), а також на відлітні траєкторії.

## Запуски
1. «Зеніт-3SLБ» запустив телекомунікаційний супутник Amos 3 28 квітня, 2008.
2. «Зеніт-3SLБ» запустив телекомунікаційний супутник Telstar 11N на геосинхронну орбіту 26 лютого, 2009.[недоступне посилання з липня 2019]
3. Зеніт-3SLБ доставив на орбіту супутник MEASAT-3a 21 червня, 2009.[недоступне посилання з квітня 2019]
4. «Зеніт-3SLБ» запустив 30 листопада, 2009 на орбіту апарат Intelsat 15.[1]
5. «Зеніт-3SLБ» 6 жовтня 2011 вивів на орбіту супутник «Intelsat 18».
6. «Зеніт-3SLБ» 1 вересня 2013 року вивів на орбіту ізраїльський супутник зв'язку Amos 4. Запуск став шостим в програмі "Наземний старт".[2]

## Виноски
1. ↑  Zenit rocket launches with communications satellite. Spaceflight Now. 30 листопада 2009. Архів оригіналу за 9 листопада 2011. Процитовано 25 вересня 2011.
2. ↑  Украинская ракета «Зенит» успешно вывела на орбиту спутник связи. Известия.ua